# Trung Quốc tại Thế vận hội
Ban đầu tham gia với tư cách Trung Hoa Dân Quốc (viết tắt: THDQ) từ 1932 tới 1948, Trung Quốc lần đầu tiên thi đấu tại Thế vận hội dưới tên Cộng hòa Nhân dân Trung Hoa (viết tắt: CHND Trung Hoa) vào năm 1952, ở Helsinki, Phần Lan, dù đoàn chỉ đến kịp lúc để thi đấu duy nhất một nội dung. Trước đó, Ủy ban Olympic Quốc tế đã cho phép cả CHND Trung Hoa và THDQ (khi đó vừa mới rút ra đảo Đài Loan sau Nội chiến Trung Quốc) được cùng góp mặt, dù THDQ không tham gia (như một cách để phản đối quyết định này). Do những bất đồng xung quanh địa vị chính trị của Trung Quốc, CHND Trung Hoa đã không tiếp tục tham gia Olympic cho đến Thế vận hội Mùa đông 1980. Họ tham gia trở lại Thế vận hội Mùa hè vào năm 1984.
Ủy ban Olympic Trung Quốc hiện nay được công nhận năm 1979. Trước Nội chiến Trung Quốc, các vận động viên (VĐV) nước này thi đấu dưới cờ THDQ tại Thế vận hội. THDQ tiếp tục tham gia từ 1952 đến 1976 (Mùa đông), nhưng đoàn chỉ gồm những VĐV của đảo Đài Loan (tuy vậy, hầu hết các thành viên tuyển bóng đá THDQ tham dự Thế vận hội 1960 là người Hồng Kông). Tranh cãi về cách gọi Trung Quốc đã khiến CHND Trung Hoa tẩy chay đại hội trong suốt thời gian này. Năm 1979, Ủy ban Olympic Quốc tế thông qua một nghị quyết chỉ định tên mới cho đoàn THDQ là Trung Hoa Đài Bắc, và điều này đã mở lối cho CHND Trung Hoa tham gia Thế vận hội.
Hồng Kông vốn đã có Ủy ban Olympic quốc gia riêng từ năm 1950 và đã tham dự Thế vận hội từ 1952. Sau khi lãnh thổ này được trao trả về CHND Trung Hoa và Đặc khu hành chính Hồng Kông được thiết lập năm 1997, ủy ban này vẫn được duy trì. Hồng Kông tiếp tục thi đấu độc lập tại Olympic với tên Hồng Kông, Trung Quốc.

## Các kỳ Thế vận hội Trung Quốc đã tổ chức
CHND Trung Hoa đã có một lần tổ chức Thế vận hội, và sẽ làm chủ nhà Olympic 2022. Bắc Kinh sẽ là thành phố đầu tiên từng đăng cai cả Thế vận hội Mùa hè và Thế vận hội Mùa đông.
| Thế vận hội               | Thành phố đăng cai | Thời gian      | Số nước tham dự | Số VĐV | Số nội dung thi đấu |
| ------------------------- | ------------------ | -------------- | --------------- | ------ | ------------------- |
| Thế vận hội Mùa hè 2008   | Bắc Kinh           | 8 – 24 tháng 8 | 204             | 10,942 | 302                 |
| Thế vận hội Mùa đông 2022 | Bắc Kinh           | 4 – 20 tháng 2 |                 |        |                     |

## Bảng huy chương
*Thế vận hội do Trung Quốc tổ chức nằm trong ô viền đỏ

### Huy chương tại các kỳ Thế vận hội Mùa hè
| Thế vận hội         | Số VĐV                               | Vàng                                 | Bạc                                  | Đồng                                 | Tổng số                              | Xếp thứ                              |
| 1896–1928           | không tham dự                        | không tham dự                        | không tham dự                        | không tham dự                        | không tham dự                        | không tham dự                        |
| 1932–1948           | với tư cách Trung Hoa Dân Quốc (ROC) | với tư cách Trung Hoa Dân Quốc (ROC) | với tư cách Trung Hoa Dân Quốc (ROC) | với tư cách Trung Hoa Dân Quốc (ROC) | với tư cách Trung Hoa Dân Quốc (ROC) | với tư cách Trung Hoa Dân Quốc (ROC) |
| Helsinki 1952       | 1                                    | 0                                    | 0                                    | 0                                    | 0                                    | –                                    |
| 1956–1980           | không tham dự                        | không tham dự                        | không tham dự                        | không tham dự                        | không tham dự                        | không tham dự                        |
| Los Angeles 1984    | 216                                  | 15                                   | 8                                    | 9                                    | 32                                   | 4                                    |
| Seoul 1988          | 273                                  | 5                                    | 11                                   | 12                                   | 28                                   | 11                                   |
| Barcelona 1992      | 244                                  | 16                                   | 22                                   | 16                                   | 54                                   | 4                                    |
| Atlanta 1996        | 294                                  | 16                                   | 22                                   | 12                                   | 50                                   | 4                                    |
| Sydney 2000         | 271                                  | 28                                   | 16                                   | 14                                   | 58                                   | 3                                    |
| Athens 2004         | 384                                  | 32                                   | 17                                   | 14                                   | 63                                   | 2                                    |
| Bắc Kinh 2008       | 639                                  | 48                                   | 21                                   | 29                                   | 98                                   | 1                                    |
| Luân Đôn 2012       | 396                                  | 38                                   | 29                                   | 21                                   | 88                                   | 2                                    |
| Rio de Janeiro 2016 | 412                                  | 26                                   | 18                                   | 26                                   | 70                                   | 3                                    |
| Tokyo 2020          | 406                                  | 38                                   | 32                                   | 18                                   | 88                                   | 2                                    |
| Paris 2024          | chưa diễn ra                         |                                      |                                      |                                      |                                      |                                      |
| Los Angeles 2028    | chưa diễn ra                         |                                      |                                      |                                      |                                      |                                      |
|                     | chưa diễn ra                         |                                      |                                      |                                      |                                      |                                      |
| Tổng số             | Tổng số                              | 262                                  | 199                                  | 173                                  | 634                                  | 4                                    |

### Huy chương tại các kỳ Thế vận hội Mùa đông

Số lượng huy chương Trung Quốc giành được tại Thế vận hội Mùa hè năm 1952 và từ 1984 tới 2012.

Số lượng huy chương Trung Quốc giành được tại Thế vận hội Mùa đông từ 1980 tới 2012.

| Thế vận hội              | Số VĐV        | Vàng          | Bạc           | Đồng          | Tổng số       | Xếp thứ       |
| 1924–1976                | không tham dự | không tham dự | không tham dự | không tham dự | không tham dự | không tham dự |
| Lake Placid 1980         | 24            | 0             | 0             | 0             | 0             | –             |
| Sarajevo 1984            | 37            | 0             | 0             | 0             | 0             | –             |
| Calgary 1988             | 13            | 0             | 0             | 0             | 0             | –             |
| Albertville 1992         | 32            | 0             | 3             | 0             | 3             | 15            |
| Lillehammer 1994         | 24            | 0             | 1             | 2             | 3             | 19            |
| Nagano 1998              | 57            | 0             | 6             | 2             | 8             | 16            |
| Thành phố Salt Lake 2002 | 66            | 2             | 2             | 4             | 8             | 13            |
| Torino 2006              | 76            | 2             | 4             | 5             | 11            | 14            |
| Vancouver 2010           | 94            | 5             | 2             | 4             | 11            | 7             |
| Sochi 2014               | 66            | 3             | 4             | 2             | 9             | 12            |
| Pyeongchang 2018         | 81            | 1             | 6             | 2             | 9             | 16            |
| Bắc Kinh 2022            | chưa diễn ra  |               |               |               |               |               |
| Milano–Cortina 2026      | chưa diễn ra  |               |               |               |               |               |
| Tổng số                  | Tổng số       | 13            | 28            | 21            | 62            | 17            |

### Huy chương theo môn (Thế vận hội Mùa hè)
Các VĐV Trung Quốc đã giành được huy chương ở hầu hết các môn thể thao Thế vận hội Mùa hè.

Ngoại trừ ba môn phối hợp, cưỡi ngựa, bóng bầu dục và bóng nước.
| Môn thể thao              | Vàng | Bạc | Đồng | Tổng số |
| ------------------------- | ---- | --- | ---- | ------- |
| Nhảy cầu                  | 40   | 19  | 10   | 69      |
| Cử tạ                     | 31   | 15  | 8    | 54      |
| Thể dục dụng cụ -         | 29   | 21  | 22   | 72      |
| Bóng bàn                  | 28   | 17  | 8    | 53      |
| Bắn súng                  | 22   | 15  | 19   | 56      |
| Cầu lông                  | 18   | 8   | 15   | 41      |
| Bơi lội                   | 13   | 19  | 11   | 43      |
| Điền kinh                 | 8    | 10  | 14   | 32      |
| Judo                      | 8    | 3   | 11   | 22      |
| Taekwondo                 | 7    | 1   | 2    | 10      |
| Đấu kiếm                  | 4    | 7   | 3    | 14      |
| Quyền Anh                 | 3    | 3   | 6    | 12      |
| Bóng chuyền               | 3    | 1   | 2    | 6       |
| Đấu vật                   | 2    | 3   | 7    | 12      |
| Thuyền buồm               | 2    | 3   | 1    | 6       |
| Canoeing                  | 2    | 0   | 0    | 2       |
| Bắn cung                  | 1    | 6   | 2    | 9       |
| Chèo thuyền               | 1    | 4   | 4    | 9       |
| Xe đạp                    | 1    | 3   | 3    | 7       |
| Quần vợt                  | 1    | 0   | 1    | 2       |
| Bơi nghệ thuật            | 0    | 3   | 2    | 5       |
| Bóng rổ                   | 0    | 1   | 1    | 2       |
| Bóng chuyền bãi biển      | 0    | 1   | 1    | 2       |
| Bóng mềm                  | 0    | 1   | 0    | 1       |
| Bóng đá                   | 0    | 1   | 0    | 1       |
| Khúc côn cầu trên cỏ      | 0    | 1   | 0    | 1       |
| Năm môn phối hợp hiện đại | 0    | 1   | 0    | 1       |
| Golf                      | 0    | 0   | 1    | 1       |
| Bóng ném                  | 0    | 0   | 1    | 1       |
| Tổng số (29 đơn vị)       | 224  | 167 | 155  | 546     |

### Huy chương theo môn (Thế vận hội Mùa đông)
Các VĐV Trung Quốc mới chỉ giành được huy chương ở 6 trên tổng số 15 môn thể thao Thế vận hội Mùa đông.

Đa số huy chương vàng và một nửa số huy chương thuộc môn trượt băng tốc độ cự ly ngắn.
| Môn thể thao                 | Vàng | Bạc | Đồng | Tổng số |
| ---------------------------- | ---- | --- | ---- | ------- |
| Trượt băng tốc độ cự ly ngắn | 10   | 15  | 8    | 33      |
| Trượt tuyết tự do            | 1    | 6   | 4    | 11      |
| Trượt băng tốc độ            | 1    | 3   | 4    | 8       |
| Trượt băng nghệ thuật        | 1    | 3   | 4    | 8       |
| Trượt ván trên tuyết         | 0    | 1   | 0    | 1       |
| Bi đá trên băng              | 0    | 0   | 1    | 1       |
| Tổng số (6 đơn vị)           | 13   | 28  | 21   | 62      |

## Lịch sử

### Lần tham dự sớm nhất và khoảng thời gian gián đoạn
Sau sự thành lập nước CHND Trung Hoa vào năm 1949, một đoàn thể thao của nước Trung Quốc mới đã được gửi tới Olympic lần đầu tiên tại Thế vận hội Mùa hè 1952 tổ chức ở Helsinki, Phần Lan; trong đó có tuyển bóng đá nam, tuyển bóng rổ nam và 1 VĐV bơi lội; tổng cộng là 38 nam và 2 nữ (bao gồm cả VĐV và các quan chức). Chỉ VĐV môn bơi đến kịp và tham gia thi đấu chính thức, trong khi đội tuyển bóng đá nam đá giao hữu 2 trận. Đoàn Trung Quốc đã ở lại Helsinki 10 ngày và dự lễ bế mạc. THDQ đã rút khỏi đại hội vào ngày 17 tháng 7 nhằm phản đối quyết định của IOC cho phép các VĐV của cả CHND Trung Hoa và THDQ cùng tranh tài tại Olympic. Vụ việc này đánh dấu cuộc đối đầu giữa "hai nhà nước Trung Quốc" ở Olympic, dẫn đến kết quả là Ủy ban Olympic Trung Quốc rút khỏi IOC vào tháng 8 năm 1958.
Tới những năm 1970, Trung Quốc bình thường hóa quan hệ với Hoa Kỳ thông qua cuộc Ngoại giao bóng bàn, và hai nước thiết lập quan hệ chính thức vào ngày 1 tháng 1 năm 1979. Ủy ban Olympic Trung Quốc tái gia nhập IOC vào ngày 25 tháng 10 năm 1979. Ba tháng sau, Trung Quốc tham dự Thế vận hội Mùa đông 1980 ở Lake Placid, Hoa Kỳ sau 28 năm vắng bóng kể từ lần xuất hiện đầu tiên (1952) tại đấu trường thể thao lớn nhất hành tinh. Trung Quốc tẩy chay Thế vận hội Mùa hè 1980 tổ chức ở Moskva, Liên Xô. Từ Thế vận hội Mùa đông 1984 tới nay, Trung Quốc liên tục tham gia các kỳ Thế vận hội Mùa hè và Mùa đông.

### Thế vận hội Mùa hè

#### Tổng quan
Cho đến 2012, Trung Quốc đã giành được 3/4 tổng số huy chương vàng (152/201) và 2/3 tổng số huy chương (311/473) của 6 môn: bóng bàn, cầu lông, nhảy cầu, thể dục dụng cụ, cử tạ và bắn súng.
Trung Quốc gần đây đã áp đảo về số huy chương vàng thuộc 3 môn kể trên, là bóng bàn, cầu lông và nhảy cầu. Trung Quốc bốn lần đoạt toàn bộ huy chương vàng môn bóng bàn, và một lần đối với môn cầu lông cũng như 3/4 số huy chương vàng môn nhảy cầu tính từ năm 1992.
Tuy nhiên, ưu thế vượt trội tại môn bóng bàn và cầu lông này cũng dẫn tới những hệ lụy. Do tỉ lệ tham gia thấp của các quốc gia không thuộc châu Á, hai môn này có khả năng bị loại khỏi Thế vận hội Mùa hè, giống như trường hợp của bóng chày và bóng mềm.
Song, các VĐV Trung Quốc cũng đã đạt những bước tiến vượt bậc ở những môn thể thao vốn bị xem là còn yếu của nước này. Trong đó, bơi lội là môn có tiềm năng lọt vào top 5 môn có thành tích cao nhất của Trung Quốc thời gian tới.

#### 1984
Trung Quốc đoạt 15 huy chương vàng và xếp ở vị trí thứ 4 tại Thế vận hội Mùa hè 1984 ở Los Angeles. Thành tích có được này một phần do việc Liên Xô và các nước Khối Đông Âu tẩy chay, không dự Thế vận hội này.
Hứa Hải Phong mang về tấm huy chương vàng Olympic đầu tiên cho Trung Quốc với nội dung 50 mét súng ngắn. Sự kiện này đã đem lại niềm hân hoan lớn cho dân tộc Trung Hoa.
Lý Ninh giành 6 huy chương môn thể dục dụng cụ, 3 vàng, 2 bạc và 1 đồng; được người Trung Quốc đặt biệt hiệu "Hoàng tử thể dục dụng cụ". 6 tấm huy chương tại một kỳ Thế vận hội tới nay vẫn là kỷ lục của các VĐV Trung Quốc.
Đội tuyển bóng chuyền nữ Trung Quốc đánh bại tuyển nữ Hoa Kỳ trong trận chung kết và giành tấm huy chương vàng.

#### 1988
Trung Quốc đoạt 5 huy chương vàng và đứng thứ 11 tại Thế vận hội Mùa hè 1988 ở Seoul, Hàn Quốc. Sự sụt giảm thành tích so với kỳ vận hội trước này là bởi Liên Xô và các nước Khối Đông Âu đã quay trở lại sân chơi Olympic.
Lý Mai Tố giành tấm huy chương đầu tiên của Trung Quốc ở môn điền kinh.
Trung Quốc cũng lần đầu tiên giành huy chương môn chèo thuyền: 1 bạc nội dung chèo thuyền bốn người (nữ) và 1 đồng nội dung chèo thuyền tám người (nữ).

#### 1992
Trung Quốc đoạt 16 huy chương vàng và xếp thứ 4 tại Thế vận hội Mùa hè 1992 ở Barcelona, Tây Ban Nha.
Trần Dược Linh giành tấm huy chương vàng điền kinh đầu tiên cho Trung Quốc ở nội dung đi bộ 10 kilômét (nữ).
Các VĐV bơi lội nữ Trung Quốc đã tỏa sáng với 4 vàng và 5 bạc. Nhưng 2 năm sau đó, thành công này bị lu mờ vì vụ sử dụng doping của các VĐV bơi Trung Quốc tại ASIAD 1994, dù sự cố này không liên quan tới những người trước đó giành huy chương Olympic Mùa hè 1992.
Đặng Á Bình giành 2 huy chương vàng bóng bàn ở các nội dung đơn và đôi nữ. Chủ tịch IOC Juan Antonio Samaranch đã trao huy chương vàng cho cô sau lời hứa cách đó 1 năm tại Giải vô địch bóng bàn thế giới 1991.
Trang Hiểu Nham giành huy chương vàng judo đầu tiên cho Trung Quốc ở hạng cân +72 kg (nữ).
Trương Tiểu Đông giành huy chương bạc - tấm huy chương thuyền buồm đầu tiên của Trung Quốc.
Đội tuyển bóng rổ nữ Trung Quốc thua đội tuyển Thống nhất và có tấm huy chương bạc, cũng là thành tích tốt nhất của Trung Quốc ở môn bóng rổ.

#### 1996
Trung Quốc đoạt 16 huy chương vàng và tiếp tục đứng thứ 4 tại Thế vận hội Mùa hè 1996 ở Atlanta, Hoa Kỳ.
Phục Minh Hà giành 2 huy chương vàng môn nhảy cầu nội dung 3 mét cầu mềm (nữ) và 10 mét cầu cứng (nữ), trở thành VĐV nhảy cầu nữ đầu tiên lập được kỳ tích này kể từ năm 1960.
Đặng Á Bình một lần nữa giành 2 huy chương vàng bóng bàn, là VĐV Trung Quốc đầu tiên bảo vệ thành công 2 chức vô địch với 4 tấm huy chương vàng Olympic. Chủ tịch IOC Juan Antonio Samaranch lại trao huy chương vàng cho cô sau một lời hứa khác nữa cách đó 4 năm, tại Olympic 1992.
Lưu Quốc Lương cũng mang về 2 huy chương vàng bóng bàn ở các nội dung của nam. Trung Quốc lần đầu giành tất cả huy chương vàng môn bóng bàn.
Vương Quân Hà giành vàng nội dung 5000 mét (nữ) và giành bạc nội dung 10000 mét (nữ).
Đội tuyển bóng đá nữ Trung Quốc thua tuyển Hoa Kỳ trong trận chung kết, lấy huy chương bạc - huy chương đầu tiên của Trung Quốc ở môn bóng đá.

#### 2000
Trung Quốc đoạt 28 huy chương vàng và xếp thứ 3 tại Thế vận hội Mùa hè 2000 ở Sydney, Úc.
Vương Nam giành 2 vàng môn bóng bàn. Trung Quốc tiếp tục có được toàn bộ huy chương vàng thuộc môn này.
Trần Trung mang về tấm huy chương vàng taekwondo đầu tiên cho Trung Quốc tại hạng cân +67 kg (nữ).
Khương Thúy Hoa giành huy chương đồng đua xe đạp tính giờ (nữ), đây là tấm huy chương đầu tiên của Trung Quốc ở môn xe đạp.
Các tuyển bóng chuyền, bóng đá Trung Quốc đều không lọt vào bán kết.

#### 2004
Trung Quốc đoạt 32 huy chương vàng và xếp thứ 2 tại Thế vận hội Mùa hè 2004 ở Athens, Hy Lạp.
Lưu Tường trở thành vận động viên nam đầu tiên của Trung Quốc giành huy chương tại một nội dung chạy của Olympic, 110 mét vượt rào, thành tích bằng với kỉ lục thế giới lúc đó là 12.91 giây. Anh trở thành vận động viên cầm cờ cho đoàn Trung Quốc tại lễ bế mạc. Lưu Tường lại phá kỉ lục thế giới vào 2 năm sau ở Lausanne, Thụy Sĩ với thời gian 12.88 giây.
Vương Nghĩa Phu đã tham gia Olympic sáu lần liên tiếp tính tới kỳ vận hội này. Vận động viên này giành vàng nội dung 10 mét súng ngắn hơi; đây là huy chương vàng thứ hai và là tấm huy chương thứ tư của anh tại nội dung này.
Mạnh Quan Lương và Dương Văn Quân mang về tấm huy chương vàng canoeing đầu tiên cho Trung Quốc ở nội dung C-2 500m (nam).
Lý Đình và Tôn Điềm Điềm mang về tấm huy chương vàng quần vợt đầu tiên cho Trung Quốc ở nội dung đôi nữ.
Vương Húc mang về tấm huy chương vàng đấu vật đầu tiên cho Trung Quốc ở nội dung vật tự do hạng cân 72 kg (nữ).
Đội tuyển bóng chuyền nữ Trung Quốc từ thế bị dẫn 0-2 đã lội ngược dòng và đánh bại tuyển nữ của Nga với tỉ số 3-2 ở trận chung kết, qua đó giành tấm huy chương vàng bóng chuyền lần hai sau 20 năm.

#### 2008
Là nước chủ nhà, Trung Quốc đoạt 48 huy chương vàng, 21 huy chương bạc và 29 huy chương đồng, tất cả là 98 huy chương, xếp thứ nhất tại Thế vận hội Mùa hè 2008 ở Bắc Kinh.
Quách Tinh Tinh giành 2 huy chương vàng nhảy cầu, trở thành vận động viên nhảy cầu nữ Trung Quốc đầu tiên bảo vệ thành công ngôi đầu ở hai nội dung cô đã tham gia.
Trương Di Ninh giành 2 huy chương vàng bóng bàn, là vận động viên bóng bàn thứ hai của Trung Quốc bảo vệ thành công vị trí quán quân ở hai nội dung đã tham dự, sau Đặng Á Bình.
Mã Lâm cũng mang về 2 huy chương vàng bóng bàn nội dung nam. Đoàn Trung Quốc lần thứ 3 có được toàn bộ 4 vàng của môn bóng bàn tại Olympic.
Trọng Mãn đoạt tấm huy chương vàng đầu tiên của Trung Quốc môn đấu kiếm nam với nội dung kiếm chém, 24 năm sau khi Loan Cúc Kiệt mang về tấm huy chương vàng đấu kiếm nữ đầu tiên (1984).
Trương Quyên Quyên giành huy chương vàng đầu tiên cho Trung Quốc môn bắn cung nội dung đơn nữ, chấm dứt vị thế số một của Hàn Quốc trong một thời gian khá dài trước đó ở môn này.
Trâu Thị Minh và Trương Tiểu Bình mang về các tấm huy chương vàng đầu tiên của Trung Quốc môn quyền Anh, nội dung dành cho nam.
Ân Kiếm giành huy chương vàng đầu tiên cho Trung Quốc môn thuyền buồm, nội dung ván lướt có buồm (nữ).
Trung Quốc có được huy chương vàng chèo thuyền đầu tiên nội dung bốn mái chèo đôi (nữ).
Các vận động viên thể dục dụng cụ Trung Quốc giành được 11 vàng, đây là thành tích tốt nhất trong lịch sử. Trâu Khải mang về 3 tấm huy chương vàng (1 nội dung đồng đội, 2 nội dung cá nhân).
Ngôi sao hàng đầu của Trung Quốc, Lưu Tường, rút khỏi vòng thi đấu đầu tiên nội dung 110m vượt rào với lý do chấn thương.

#### 2012
Trung Quốc đoạt 38 huy chương vàng và xếp thứ 2 tại Thế vận hội Mùa hè 2012 ở Luân Đôn, Anh.
Tôn Dương, lúc đó đang nắm giữ kỷ lục thế giới nội dung bơi tự do 1500 mét (nam), trở thành VĐV bơi lội Trung Quốc đầu tiên giành vàng tại đấu trường Thế vận hội. Anh mang về các tấm huy chương vàng bơi tự do 400 mét (nam) và bơi tự do 1500 mét (nam), lần lượt phá kỷ lục Olympic và kỷ lục thế giới do chính anh thiết lập trước đó.
Diệp Thi Văn trở thành VĐV bơi lội nữ Trung Quốc đầu tiên chinh phục 2 tấm huy chương vàng trong một kỳ Olympic. Chị về nhất các nội dung 200 mét hỗn hợp (nữ) và 400 mét hỗn hợp (nữ), lần lượt phá kỷ lục Olympic và kỷ lục thế giới.
Trần Định giành vàng đi bộ 20 kilômét (nam), là VĐV nam Trung Quốc thứ hai đạt vàng môn điền kinh, sau Lưu Tường (2004).
Trần Nhược Lâm giành 2 vàng nhảy cầu, trở thành VĐV nhảy cầu Trung Quốc thứ hai bảo vệ thành công 2 nội dung Olympic, sau Quách Tinh Tinh.
Ngô Mẫn Hà đoạt vàng 3 mét cầu mềm nghệ thuật (nữ), trở thành VĐV Trung Quốc duy nhất từng giành 3 huy chương vàng trong một nội dung thi đấu. Ngoài ra, chị cũng mang về tấm huy chương vàng 3 mét cầu mềm (nữ); đây là tấm huy chương thứ ba sau 3 lần Ngô Mẫn Hà tham gia nội dung này ở Thế vận hội, các lần trước chị đã có bạc (2004) và đồng (2008).
Trâu Khải mang về 2 tấm huy chương vàng thể dục dụng cụ, là VĐV Trung Quốc duy nhất có 5 tấm huy chương vàng Olympic.
Từ Lị Giai giành vàng thuyền laser radial (nữ), đây là tấm huy chương vàng đầu tiên của Trung Quốc ở nội dung thuộc môn thuyền buồm này. Từ Lị Giai sau đó là VĐV cầm cờ cho đoàn Trung Quốc tại lễ bế mạc.
Lâm Đan giành huy chương vàng đơn nam cầu lông, đồng thời trở thành VĐV đầu tiên bảo vệ thành công danh hiệu vô địch này trong lịch sử thi đấu môn cầu lông của Olympic.
Triệu Vân Lôi giành 2 vàng cầu lông các nội dung đánh đôi, trở thành VĐV duy nhất giành 2 tấm huy chương vàng môn cầu lông trong một kỳ Thế vận hội.
Tào Trung Vinh mang về huy chương bạc năm môn phối hợp hiện đại nội dung của nam, lần đầu tiên Trung Quốc có huy chương ở môn này.
Đội tuyển bóng bàn Trung Quốc lần thứ 4 giành toàn bộ 4 vàng. Tuyển cầu lông Trung Quốc lần đầu giành 5 vàng, nhưng niềm vui lại không được trọn vẹn bởi 2 VĐV tham gia đánh đôi nữ đã bị truất quyền thi đấu do cố tình chơi không đúng phong độ.
Ngôi sao Trung Quốc Lưu Tường tiếp tục rút khỏi vòng đầu nội dung 110 mét vượt rào do chấn thương. Hai trên tổng số ba lần rút thi đấu trong 12 năm sự nghiệp của VĐV này đều vì sức nóng áp lực vòng thứ nhất của đấu trường Olympic.
Các tuyển bóng đá, bóng chuyền đều không vào bán kết.

#### 2016
Trung Quốc đoạt 26 huy chương vàng và xếp thứ 3 tại Thế vận hội Mùa hè 2016 ở Rio de Janeiro, Brasil.
Tôn Dương giành vàng 200 mét bơi tự do (nam), trở thành VĐV bơi lội nam Trung Quốc duy nhất có vàng tại 2 kỳ Olympic.
Cung Kim Kiệt và Chung Thiên Sử mang về huy chương vàng đua xe đạp đầu tiên cho Trung Quốc nội dung đua nước rút đồng đội (nữ).
Phùng San San giành huy chương vàng môn golf đầu tiên cho Trung Quốc.
Đội tuyển bóng chuyền nữ Trung Quốc đã chinh phục được tấm huy chương vàng thứ ba sau 12 năm.

### Thế vận hội Mùa đông

#### Tổng quan
Trung Quốc đã có huy chương ở 6 trong tổng số 15 môn thi đấu của Thế vận hội Mùa đông. Hầu hết huy chương vàng và một nửa số huy chương thuộc về trượt băng tốc độ cự ly ngắn.

#### 1980-1988
Không giành được huy chương nào.

#### 1992-1998
Diệp Kiều Ba mang về tấm huy chương Thế vận hội Mùa đông đầu tiên cho Trung Quốc môn trượt băng tốc độ.

#### 2002
Dương Dương (A) giành huy chương vàng Thế vận hội Mùa đông đầu tiên cho Trung Quốc môn trượt băng tốc độ cự ly ngắn.

#### 2006
Hàn Hiểu Bằng là VĐV nam đầu tiên giành vàng môn trượt tuyết tự do.

#### 2010
Vương Mông tỏa sáng với 3 vàng môn trượt băng tốc độ cự ly ngắn.
Thân Tuyết và Triệu Hoành Bác cuối cùng đã đạt vàng trượt băng nghệ thuật nội dung đôi sau 4 lần tham gia.

#### 2014
Trương Hồng mang về cho Trung Quốc huy chương vàng đầu tiên môn trượt băng tốc độ.

#### 2018
Lưu Giai Vũ mang về cho Trung Quốc huy chương đầu tiên môn trượt ván trên tuyết.
Võ Đại Tĩnh trở thành VĐV nam đầu tiên của Trung Quốc đoạt ngôi vô địch Thế vận hội môn trượt băng tốc độ cự ly ngắn khi phá kỷ lục thế giới nội dung 500 mét.

## Các VĐV giành huy chương

### Thế vận hội Mùa hè
Do các VĐV Trung Quốc có xu hướng thi đấu hơn một nội dung ở các môn nhảy cầu, thể dục dụng cụ, bóng bàn, bơi lội, và tranh tài môn bắn súng tại hơn một kỳ Thế vận hội, hầu như các VĐV đoạt nhiều huy chương nhất được liệt kê trong ba bảng sau đều thuộc 5 môn này.
Trong 6 môn thể thao khác có khả năng có VĐV nằm trong top giành nhiều huy chương, các môn đấu kiếm và xe đạp có thể sẽ tạo ra bước đột phá; trong khi đó điền kinh, canoeing, chèo thuyền và đua ngựa lại ít hy vọng hơn.

#### Các VĐV đoạt nhiều huy chương
Đây là danh sách những VĐV Trung Quốc đã chinh phục thành công ít nhất 3 huy chương vàng hoặc 5 huy chương tại các kỳ Thế vận hội Mùa hè. Các VĐV có tên in đậm hiện nay vẫn còn thi đấu. 
| Tên                              | Môn thi đấu     | Các kỳ năm | Số kỳ dự | Giới tính | Vàng | Bạc | Đồng | Tổng số |
| -------------------------------- | --------------- | ---------- | -------- | --------- | ---- | --- | ---- | ------- |
| 5 huy chương vàng hoặc nhiều hơn |                 |            |          |           |      |     |      |         |
| Ngô Mẫn Hà                       | Nhảy cầu        | 2004–2016  | 4        | Nữ        | 5    | 1   | 1    | 7       |
| Trâu Khải                        | Thể dục dụng cụ | 2008–2012  | 2        | Nam       | 5    | 0   | 1    | 6       |
| Trần Nhược Lâm                   | Nhảy cầu        | 2008–2016  | 3        | Nữ        | 5    | 0   | 0    | 5       |
| 4 huy chương vàng                |                 |            |          |           |      |     |      |         |
| Quách Tinh Tinh                  | Nhảy cầu        | 1996–2008  | 4        | Nữ        | 4    | 2   | 0    | 6       |
| Phục Minh Hà                     | Nhảy cầu        | 1992–2000  | 3        | Nữ        | 4    | 1   | 0    | 5       |
| Vương Nam                        | Bóng bàn        | 2000–2008  | 3        | Nữ        | 4    | 1   | 0    | 5       |
| Lý Tiểu Bằng                     | Thể dục dụng cụ | 2000–2008  | 3        | Nam       | 4    | 0   | 1    | 5       |
| Đặng Á Bình                      | Bóng bàn        | 1992–1996  | 2        | Nữ        | 4    | 0   | 0    | 4       |
| Trương Di Ninh                   | Bóng bàn        | 2004–2008  | 2        | Nữ        | 4    | 0   | 0    | 4       |
| 3 huy chương vàng                |                 |            |          |           |      |     |      |         |
| Lý Ninh                          | Thể dục dụng cụ | 1984–1988  | 2        | Nam       | 3    | 2   | 1    | 6       |
| Tôn Dương                        | Bơi lội         | 2008-2016  | 3        | Nam       | 3    | 2   | 1    | 6       |
| Dương Uy                         | Thể dục dụng cụ | 2000–2008  | 3        | Nam       | 3    | 2   | 0    | 5       |
| Hùng Nghê                        | Nhảy cầu        | 1988–2000  | 4        | Nam       | 3    | 1   | 1    | 5       |
| Trần Nhất Băng                   | Thể dục dụng cụ | 2008–2012  | 2        | Nam       | 3    | 1   | 0    | 4       |
| Trương Kế Khoa                   | Bóng bàn        | 2012–2016  | 2        | Nam       | 3    | 1   | 0    | 4       |
| Lý Hiểu Hà                       | Bóng bàn        | 2012–2016  | 2        | Nữ        | 3    | 1   | 0    | 4       |
| Đinh Ninh                        | Bóng bàn        | 2012–2016  | 2        | Nữ        | 3    | 1   | 0    | 4       |
| Mã Lâm                           | Bóng bàn        | 2004–2008  | 2        | Nam       | 3    | 0   | 0    | 3       |
| Mã Long                          | Bóng bàn        | 2012–2016  | 2        | Nam       | 3    | 0   | 0    | 3       |
| 5 huy chương hoặc nhiều hơn      |                 |            |          |           |      |     |      |         |
| Lý Tiểu Song                     | Thể dục dụng cụ | 1992–1996  | 2        | Nam       | 2    | 3   | 1    | 6       |
| Vương Nghĩa Phu                  | Bắn súng        | 1984–2004  | 6        | Nam       | 2    | 3   | 1    | 6       |
| Vương Hạo                        | Bóng bàn        | 2004–2012  | 3        | Nam       | 2    | 3   | 0    | 5       |
| Lâu Vân                          | Thể dục dụng cụ | 1984–1988  | 2        | Nam       | 2    | 2   | 1    | 5       |
| Tần Khải                         | Nhảy cầu        | 2008-2016  | 3        | Nam       | 2    | 1   | 2    | 5       |
| Hoàng Tuyết Thần                 | Bơi nghệ thuật  | 2008-2016  | 3        | Nữ        | 0    | 3   | 2    | 5       |

#### Các VĐV đoạt nhiều huy chương tại một kỳ Thế vận hội
Đây là danh sách các VĐV Trung Quốc đã giành ít nhất 2 huy chương vàng trong một kỳ Thế vận hội Mùa hè, sắp xếp theo thứ tự lần lượt xét số huy chương vàng, môn thi đấu và năm đạt thành tích.
| Tên               | Môn thi đấu     | Năm  | Giới tính | Vàng | Bạc | Đồng | Tổng số |
| ----------------- | --------------- | ---- | --------- | ---- | --- | ---- | ------- |
| 3 huy chương vàng |                 |      |           |      |     |      |         |
| Lý Ninh           | Thể dục dụng cụ | 1984 | Nam       | 3    | 2   | 1    | 6       |
| Trâu Khải         | Thể dục dụng cụ | 2008 | Nam       | 3    | 0   | 0    | 3       |
| 2 huy chương vàng |                 |      |           |      |     |      |         |
| Cầu lông          |                 |      |           |      |     |      |         |
| Triệu Vân Lôi     | Cầu lông        | 2012 | Nữ        | 2    | 0   | 0    | 2       |
| Nhảy cầu          |                 |      |           |      |     |      |         |
| Phục Minh Hà      | Nhảy cầu        | 1996 | Nữ        | 2    | 0   | 0    | 2       |
| Hùng Nghê         | Nhảy cầu        | 2000 | Nam       | 2    | 0   | 0    | 2       |
| Quách Tinh Tinh   | Nhảy cầu        | 2004 | Nữ        | 2    | 0   | 0    | 2       |
| Quách Tinh Tinh   | Nhảy cầu        | 2008 | Nữ        | 2    | 0   | 0    | 2       |
| Trần Nhược Lâm    | Nhảy cầu        | 2008 | Nữ        | 2    | 0   | 0    | 2       |
| Trần Nhược Lâm    | Nhảy cầu        | 2012 | Nữ        | 2    | 0   | 0    | 2       |
| Ngô Mẫn Hà        | Nhảy cầu        | 2012 | Nữ        | 2    | 0   | 0    | 2       |
| Trần Ngải Sâm     | Nhảy cầu        | 2016 | Nam       | 2    | 0   | 0    | 2       |
| Thi Đình Mậu      | Nhảy cầu        | 2016 | Nữ        | 2    | 0   | 0    | 2       |
| Thể dục dụng cụ   |                 |      |           |      |     |      |         |
| Lý Tiểu Bằng      | Thể dục dụng cụ | 2000 | Nam       | 2    | 0   | 0    | 2       |
| Lý Tiểu Bằng      | Thể dục dụng cụ | 2008 | Nam       | 2    | 0   | 0    | 2       |
| Dương Uy          | Thể dục dụng cụ | 2008 | Nam       | 2    | 1   | 0    | 3       |
| Tiếu Khâm         | Thể dục dụng cụ | 2008 | Nam       | 2    | 0   | 0    | 2       |
| Trần Nhất Băng    | Thể dục dụng cụ | 2008 | Nam       | 2    | 0   | 0    | 2       |
| Hà Khả Hân        | Thể dục dụng cụ | 2008 | Nữ        | 2    | 0   | 0    | 2       |
| Trâu Khải         | Thể dục dụng cụ | 2012 | Nam       | 2    | 0   | 1    | 3       |
| Bơi lội           |                 |      |           |      |     |      |         |
| Tôn Dương         | Bơi lội         | 2012 | Nam       | 2    | 1   | 1    | 4       |
| Diệp Thi Văn      | Bơi lội         | 2012 | Nữ        | 2    | 0   | 0    | 2       |
| Bóng bàn          |                 |      |           |      |     |      |         |
| Đặng Á Bình       | Bóng bàn        | 1992 | Nữ        | 2    | 0   | 0    | 2       |
| Đặng Á Bình       | Bóng bàn        | 1996 | Nữ        | 2    | 0   | 0    | 2       |
| Lưu Quốc Lương    | Bóng bàn        | 1996 | Nam       | 2    | 0   | 0    | 2       |
| Vương Nam         | Bóng bàn        | 2000 | Nữ        | 2    | 0   | 0    | 2       |
| Trương Di Ninh    | Bóng bàn        | 2004 | Nữ        | 2    | 0   | 0    | 2       |
| Trương Di Ninh    | Bóng bàn        | 2008 | Nữ        | 2    | 0   | 0    | 2       |
| Mã Lâm            | Bóng bàn        | 2008 | Nam       | 2    | 0   | 0    | 2       |
| Lý Hiểu Hà        | Bóng bàn        | 2012 | Nữ        | 2    | 0   | 0    | 2       |
| Trương Kế Khoa    | Bóng bàn        | 2012 | Nam       | 2    | 0   | 0    | 2       |
| Mã Long           | Bóng bàn        | 2016 | Nam       | 2    | 0   | 0    | 2       |
| Đinh Ninh         | Bóng bàn        | 2016 | Nữ        | 2    | 0   | 0    | 2       |

#### Các VĐV đoạt nhiều huy chương ở một nội dung
Đây là danh sách các VĐV Trung Quốc đã giành ít nhất 3 huy chương ở một nội dung thi đấu tại các kỳ Thế vận hội Mùa hè, sắp xếp theo thứ tự lần lượt xét số huy chương, môn thi đấu và số huy chương vàng.
| Tên VĐV           | Môn thi đấu     | Nội dung                        | Các năm   | Số kỳ dự | Giới tính | Vàng                   | Bạc              | Đồng             | Huy chương | Tổng số |
| ----------------- | --------------- | ------------------------------- | --------- | -------- | --------- | ---------------------- | ---------------- | ---------------- | ---------- | ------- |
| 4 huy chương vàng |                 |                                 |           |          |           |                        |                  |                  |            |         |
| Ngô Mẫn Hà        | Nhảy cầu        | 3 mét cầu mềm nghệ thuật (nữ)   | 2004–2016 | 4        | Nữ        | 2004, 2008, 2012, 2016 | −                | −                | 4-0-0      | 4       |
| 4 huy chương      |                 |                                 |           |          |           |                        |                  |                  |            |         |
| Vương Nghĩa Phu   | Bắn súng        | 10 mét súng ngắn hơi (nam)      | 1984–2004 | 52       | Nam       | 1992, 2004             | 1996, 2000       | −                | 2-2-0      | 4       |
| 3 huy chương vàng |                 |                                 |           |          |           |                        |                  |                  |            |         |
| Trần Nhược Lâm    | Nhảy cầu        | 10 mét cầu cứng nghệ thuật (nữ) | 2008–2016 | 3        | Nữ        | 2008, 2012, 2016       | −                | −                | 3-0-0      | 3       |
| 3 huy chương      |                 |                                 |           |          |           |                        |                  |                  |            |         |
| Trâu Thị Minh     | Quyền Anh       | Hạng dưới ruồi (nam)            | 2004–2012 | 3        | Nam       | 2008, 2012             | −                | 2004             | 2-0-1      | 3       |
| Phó Hải Phong     | Cầu lông        | Đôi nam                         | 2004–2016 | 4        | Nam       | 2012, 2016             | 2008             | −                | 2-1-0      | 3       |
| Quách Tinh Tinh   | Nhảy cầu        | 3 mét cầu mềm nghệ thuật (nữ)   | 1996–2008 | 3        | Nữ        | 2004, 2008             | 2000             | −                | 2-1-0      | 3       |
| Quách Tinh Tinh   | Nhảy cầu        | 3 mét cầu mềm (nữ)              | 1996–2008 | 3        | Nữ        | 2004, 2008             | 2000             | −                | 2-1-0      | 3       |
| Tần Khải          | Nhảy cầu        | 3 mét cầu mềm nghệ thuật (nam)  | 2008–2016 | 3        | Nam       | 2008, 2012             | −                | 2016             | 2-0-1      | 3       |
| Ngô Mẫn Hà        | Nhảy cầu        | 3 mét cầu mềm (nữ)              | 2004–2012 | 3        | Nữ        | 2012                   | 2004             | 2008             | 1-1-1      | 3       |
| Đàm Lương Đức     | Nhảy cầu        | 3 mét cầu mềm (nam)             | 1984–1992 | 3        | Nam       | −                      | 1984, 1988, 1992 | −                | 0-3-0      | 3       |
| Lý Tiểu Bằng      | Thể dục dụng cụ | Xà kép (nam)                    | 2000–2008 | 3        | Nam       | 2000, 2008             | −                | 2004             | 2-0-1      | 3       |
| Đổng Đống         | Thể dục dụng cụ | Thể dục nhào lộn (cá nhân nam)  | 2008–2016 | 3        | Nam       | 2012                   | 2016             | 2008             | 1-1-1      | 3       |
| Trần Tĩnh4        | Bóng bàn        | Đơn nữ                          | 1988–2000 | 3        | Nữ        | 1988                   | 1996             | 2000             | 1-1-1      | 3       |
| Vương Hạo         | Bóng bàn        | Đơn nam                         | 2004–2012 | 3        | Nam       | −                      | 2004, 2008, 2012 | −                | 0-3-0      | 3       |
| Hoàng Tuyết Thần  | Bơi nghệ thuật  | Đồng đội                        | 2008–2016 | 3        | Nữ        | −                      | 2012, 2016       | 2008             | 0-2-1      | 3       |
| Thịnh Trạch Điền  | Đấu vật         | Vật Greco-Roman 57/58 kg5 (nam) | 1992–2000 | 3        | Nam       | −                      | −                | 1992, 1996, 2000 | 0-0-3      | 3       |

2 Vương Nghĩa Phu đã thi đấu ở sáu kỳ Thế vận hội từ 1984 tới 2004. Nhưng 10 mét súng ngắn hơi tới Olympic 1988 mới được đưa vào chương trình đại hội. Do vậy VĐV này đã tham gia nội dung này 5 lần. Anh xếp thứ 15 vào lần tham gia năm 1988 và luôn trong top 2 ở 4 kỳ Thế vận hội tiếp theo.
3 Quách Tinh Tinh đã thi đấu ở bốn kỳ Thế vận hội từ 1996 tới 2008. Cô xếp thứ 5 nội dung 10 mét nhảy cầu cứng vào năm 1996 khi mới 15 tuổi. Sau đó, vì chiều cao và cân nặng phát triển nhanh, cô chuyển sang nhảy cầu mềm cho phù hợp hơn. Cô đã hai lần tham gia nội dung 3 mét cầu mềm trong 3 kỳ vận hội kế tiếp và giành 6 tấm huy chương.
4 Trần Tĩnh thi đấu cho đoàn Trung Quốc năm 1988, và cho đoàn Trung Hoa Đài Bắc vào các năm 1996 và 2000.
5 Nội dung này xét hạng cân 57 kg tại các kỳ năm 1992 và 1996, sau đó nâng lên 58 kg năm 2000.

#### Các VĐV tham dự nhiều kỳ Thế vận hội Mùa hè nhất
Đây là danh sách các VĐV Trung Quốc đã tham gia tranh tài ở ít nhất bốn Thế vận hội Mùa hè. Các VĐV có tên in đậm hiện vẫn còn thi đấu. Các số tuổi từ 15 trở xuống và từ 40 trở lên cũng được in đậm.
| Tên VĐV         | Môn thể thao | Giới tính | Năm sinh | Các kỳ dự trong khoảng | Độ tuổi khi dự lần đầu/cuối | Thành tích tốt nhất | Vàng                     | Bạc              | Đồng | Huy chương | Tổng số |
| --------------- | ------------ | --------- | -------- | ---------------------- | --------------------------- | ------------------- | ------------------------ | ---------------- | ---- | ---------- | ------- |
| tham dự 6 kỳ    |              |           |          |                        |                             |                     |                          |                  |      |            |         |
| Vương Nghĩa Phu | Bắn súng     | Nam       | 1960     | 1984–2004              | 24–44                       | Vàng                | 1992, 2004               | 1992, 1996, 2000 | 1984 | 2-3-1      | 6       |
| tham dự 5 kỳ    |              |           |          |                        |                             |                     |                          |                  |      |            |         |
| Diệp Xung       | Đấu kiếm     | Nam       | 1969     | 1988–2004              | 19–35                       | Bạc                 | −                        | 2000, 2004       | -    | 0-2-0      | 2       |
| Đàm Tông Lượng  | Bắn súng     | Nam       | 1971     | 1996–2012              | 25–41                       | Bạc                 | −                        | 2008             | −    | 0-1-0      | 1       |
| tham dự 4 kỳ    |              |           |          |                        |                             |                     |                          |                  |      |            |         |
| Nhảy cầu        |              |           |          |                        |                             |                     |                          |                  |      |            |         |
| Hùng Nghê       | Nhảy cầu     | Nam       | 1974     | 1988–2000              | 14–26                       | Vàng                | 1996, 2000x2             | 1988             | 1992 | 3-1-1      | 5       |
| Quách Tinh Tinh | Nhảy cầu     | Nữ        | 1981     | 1996–2008              | 15–27                       | Vàng                | 2004x2, 2008x2           | 2000x2           | −    | 4-2-0      | 6       |
| Ngô Mẫn Hà      | Nhảy cầu     | Nữ        | 1985     | 2004–2016              | 19–31                       | Vàng                | 2004, 2008, 2012x2, 2016 | 2004             | 2008 | 5-1-1      | 7       |
| Cầu lông        |              |           |          |                        |                             |                     |                          |                  |      |            |         |
| Lâm Đan         | Cầu lông     | Nam       | 1983     | 2004–2016              | 21–33                       | Vàng                | 2008, 2012               | −                | −    | 2-0-0      | 2       |
| Phó Hải Phong   | Cầu lông     | Nam       | 1984     | 2004–2016              | 20–32                       | Vàng                | 2012, 2016               | 2008             | −    | 2-1-0      | 3       |
| Điền kinh       |              |           |          |                        |                             |                     |                          |                  |      |            |         |
| Trương Văn Tú   | Điền kinh    | Nữ        | 1986     | 2004–2016              | 18–30                       | Bạc                 | −                        | 2016             | 2008 | 0-1-1      | 2       |
| Bắn súng        |              |           |          |                        |                             |                     |                          |                  |      |            |         |
| Đỗ Lệ           | Bắn súng     | Nữ        | 1982     | 2004–2016              | 22–34                       | Vàng                | 2004, 2008               | 2016             | 2016 | 2-1-1      | 4       |
| Chu Khải Nam    | Bắn súng     | Nam       | 1984     | 2004–2016              | 20–32                       | Vàng                | 2004                     | 2008             | −    | 1-1-0      | 2       |
| Trần Dĩnh       | Bắn súng     | Nữ        | 1977     | 2004–2016              | 27–39                       | Vàng                | 2008                     | 2012             | −    | 1-1-0      | 2       |
| Ngụy Ninh       | Bắn súng     | Nữ        | 1982     | 2004–2016              | 22–34                       | Bạc                 | −                        | 2004, 2012       | −    | 0-2-0      | 2       |
| Hồ Bân Uyên     | Bắn súng     | Nam       | 1977     | 2004–2016              | 27–39                       | Đồng                | −                        | −                | 2008 | 0-0-1      | 1       |
| Đấu kiếm        |              |           |          |                        |                             |                     |                          |                  |      |            |         |
| Loan Cúc Kiệt6  | Đấu kiếm     | Nữ        | 1958     | 1984–1988, 2000, 2008  | 26–50                       | Vàng                | 1984                     | −                | −    | 1-0-0      | 1       |
| Tiểu Ái Hoa     | Đấu kiếm     | Nữ        | 1971     | 1988–2000              | 17–29                       | 5 2000              | −                        | −                | −    | 0-0-0      | 0       |
| Vương Hải Tân   | Đấu kiếm     | Nam       | 1973     | 1992–2004              | 19–31                       | Bạc                 | −                        | 2000, 2004       | −    | 0-2-0      | 2       |
| Lý Na           | Đấu kiếm     | Nữ        | 1981     | 2000–2012              | 19–31                       | Vàng                | 2012                     | −                | 2000 | 1-0-1      | 2       |
| Bóng rổ         |              |           |          |                        |                             |                     |                          |                  |      |            |         |
| Trịnh Hải Hà    | Bóng rổ      | Nữ        | 1967     | 1984–1996              | 17–29                       | Bạc                 | −                        | 1992             | 1984 | 0-1-1      | 2       |
| Lý Nam          | Bóng rổ      | Nam       | 1974     | 1996–2008              | 22–34                       | 8 1996, 2004, 2008  | −                        | −                | −    | 0-0-0      | 0       |
| Vương Trị Chất  | Bóng rổ      | Nam       | 1977     | 1996–2000, 2008–2012   | 19–35                       | 8 1996, 2008        | −                        | −                | −    | 0-0-0      | 0       |
| Trần Nam        | Bóng rổ      | Nữ        | 1983     | 2004–2016              | 21–33                       | 4 2008              | −                        | −                | −    | 0-0-0      | 0       |
| Dịch Kiến Liên  | Bóng rổ      | Nam       | 1987     | 2004–2016              | 17–29                       | 8 2004, 2008        | −                        | −                | −    | 0-0-0      | 0       |

6 Loan Cúc Kiệt thi đấu cho đoàn Trung Quốc năm 1984, mang về tấm huy chương vàng đấu kiếm đầu tiên tại Olympic cho nước này. Cô sau đó chuyển đến Canada năm 1985 và thi đấu cho Canada các năm 1988, 2000, và 2008.

### Thế vận hội Mùa đông

#### Các VĐV đoạt nhiều huy chương
Đây là danh sách những VĐV Trung Quốc đã chinh phục thành công ít nhất 2 huy chương vàng hoặc 3 huy chương tại các kỳ Thế vận hội Mùa đông. Các VĐV có tên in đậm hiện nay vẫn còn thi đấu.
| Tên                              | Môn thi đấu                  | Các kỳ năm | Số kỳ dự | Giới tính | Vàng | Bạc | Đồng | Tổng số |
| -------------------------------- | ---------------------------- | ---------- | -------- | --------- | ---- | --- | ---- | ------- |
| 2 huy chương vàng hoặc nhiều hơn |                              |            |          |           |      |     |      |         |
| Vương Mông                       | Trượt băng tốc độ cự ly ngắn | 2006–2010  | 2        | Nữ        | 4    | 1   | 1    | 6       |
| Chu Dương                        | Trượt băng tốc độ cự ly ngắn | 2010–2014  | 2        | Nữ        | 3    | 0   | 0    | 3       |
| Dương Dương (A)                  | Trượt băng tốc độ cự ly ngắn | 1998–2006  | 3        | Nữ        | 2    | 2   | 1    | 5       |
| 3 huy chương hoặc nhiều hơn      |                              |            |          |           |      |     |      |         |
| Võ Đại Tĩnh                      | Trượt băng tốc độ cự ly ngắn | 2014–2018  | 2        | Nam       | 1    | 2   | 1    | 4       |
| Thân Tuyết                       | Trượt băng nghệ thuật        | 1998–2010  | 4        | Nữ        | 1    | 0   | 2    | 3       |
| Triệu Hoành Bác                  | Trượt băng nghệ thuật        | 1998–2010  | 4        | Nam       | 1    | 0   | 2    | 3       |
| Dương Dương (S)                  | Trượt băng tốc độ cự ly ngắn | 1998–2002  | 2        | Nữ        | 0    | 4   | 1    | 5       |
| Lý Giai Quân                     | Trượt băng tốc độ cự ly ngắn | 1994–2006  | 4        | Nam       | 0    | 2   | 3    | 5       |
| Diệp Kiều Ba                     | Trượt băng tốc độ            | 1992–1994  | 2        | Nữ        | 0    | 2   | 1    | 3       |
| Vương Xuân Lộ                    | Trượt băng tốc độ cự ly ngắn | 1998–2002  | 2        | Nữ        | 0    | 2   | 1    | 3       |

#### Các VĐV đoạt nhiều huy chương tại một kỳ Thế vận hội
Đây là danh sách các VĐV Trung Quốc đã giành ít nhất 2 huy chương vàng trong một kỳ Thế vận hội Mùa đông, sắp xếp theo thứ tự lần lượt xét số huy chương vàng, môn thi đấu và năm đạt thành tích.
| Tên               | Môn thi đấu                  | Các năm | Giới tính | Vàng | Bạc | Đồng | Tổng số |
| ----------------- | ---------------------------- | ------- | --------- | ---- | --- | ---- | ------- |
| 3 huy chương vàng |                              |         |           |      |     |      |         |
| Vương Mông        | Trượt băng tốc độ cự ly ngắn | 2010    | Nữ        | 3    | 0   | 0    | 3       |
| 2 huy chương vàng |                              |         |           |      |     |      |         |
| Dương Dương (A)   | Trượt băng tốc độ cự ly ngắn | 2002    | Nữ        | 2    | 1   | 0    | 3       |
| Chu Dương         | Trượt băng tốc độ cự ly ngắn | 2010    | Nữ        | 2    | 0   | 0    | 2       |

#### Các VĐV đoạt nhiều huy chương ở một nội dung
Đây là danh sách các VĐV Trung Quốc đã giành ít nhất 3 huy chương ở một nội dung thi đấu tại các kỳ Thế vận hội Mùa đông, sắp xếp theo thứ tự lần lượt xét số huy chương, môn thi đấu và số huy chương vàng.
| Tên             | Môn thi đấu           | Nội dung | Các năm   | Số kỳ dự | Giới tính | Vàng | Bạc | Đồng       | Huy chương | Tổng số |
| --------------- | --------------------- | -------- | --------- | -------- | --------- | ---- | --- | ---------- | ---------- | ------- |
| 3 huy chương    |                       |          |           |          |           |      |     |            |            |         |
| Thân Tuyết      | Trượt băng nghệ thuật | Đôi      | 1998–2010 | 4        | Nữ        | 2010 | −   | 2002, 2006 | 1-0-2      | 3       |
| Triệu Hoành Bác | Trượt băng nghệ thuật | Đôi      | 1998–2010 | 4        | Nam       | 2010 | −   | 2002, 2006 | 1-0-2      | 3       |

#### Các VĐV tham dự nhiều kỳ Thế vận hội Mùa đông nhất
Đây là danh sách các VĐV Trung Quốc đã tham gia tranh tài ở ít nhất bốn Thế vận hội Mùa đông. Các VĐV có tên in đậm hiện vẫn còn thi đấu.
| Tên             | Môn thi đấu                  | Giới tính | Năm sinh | Các kỳ dự trong khoảng | Độ tuổi khi dự lần đầu/cuối | Thành tích tốt nhất | Vàng | Bạc        | Đồng             | Huy chương | Tổng số |
| --------------- | ---------------------------- | --------- | -------- | ---------------------- | --------------------------- | ------------------- | ---- | ---------- | ---------------- | ---------- | ------- |
| tham dự 4 kỳ    |                              |           |          |                        |                             |                     |      |            |                  |            |         |
| Thân Tuyết      | Trượt băng nghệ thuật        | Nữ        | 1978     | 1998–2010              | 20–32                       | Vàng                | 2010 | −          | 2002, 2006       | 1-0-2      | 3       |
| Triệu Hoành Bác | Trượt băng nghệ thuật        | Nam       | 1973     | 1998–2010              | 25–37                       | Vàng                | 2010 | −          | 2002, 2006       | 1-0-2      | 3       |
| Lý Giai Quân    | Trượt băng tốc độ cự ly ngắn | Nam       | 1975     | 1994–2006              | 19–31                       | Bạc                 | −    | 1998, 2002 | 1998, 2002, 2006 | 0-2-3      | 5       |
| Vương Mạn Lệ    | Trượt băng tốc độ            | Nữ        | 1973     | 1994–2006              | 21–33                       | Bạc                 | −    | 2006       | −                | 0-1-0      | 1       |
| Lưu Hiển Ưng    | Hai môn phối hợp             | Nữ        | 1977     | 1998–2010              | 21–33                       | 7 1998, 2006        | −    | −          | −                | 0-0-0      | 0       |
| Trương Hạo      | Trượt băng nghệ thuật        | Nam       | 1984     | 2002–2014              | 18–30                       | Bạc                 | −    | 2006       | −                | 0-1-0      | 1       |

## Các dấu mốc thành tích

### Thế vận hội Mùa hè
- Huy chương đầu tiên: Hứa Hải Phong, Bắn súng, 1984
- Huy chương vàng đầu tiên: Hứa Hải Phong, Bắn súng, 1984
- Huy chương vàng thứ 10: Lý Ninh, Thể dục dụng cụ, 1984
- Huy chương vàng thứ 50: Đặng Á Bình, Bóng bàn, 1996
- Huy chương vàng thứ 100: Trương Di Ninh, Bóng bàn, 2004
- Huy chương vàng thứ 200: Trần Nhược Lâm, Nhảy cầu, 2012

### Thế vận hội Mùa đông
- Huy chương đầu tiên: Diệp Kiều Ba, Trượt băng tốc độ, 1992[9][10]
- Huy chương vàng đầu tiên: Dương Dương (A), Trượt băng tốc độ cự ly ngắn, 2002
- Huy chương vàng thứ 10: Lý Kiên Nhu, Trượt băng tốc độ cự ly ngắn, 2014

## Các VĐV cầm cờ cho đoàn tại các kỳ Thế vận hội

### Thế vận hội Mùa hè
| Thế vận hội         | Khai mạc       | Giới tính | Môn thi đấu | Bế mạc      | Giới tính | Môn thi đấu |
| ------------------- | -------------- | --------- | ----------- | ----------- | --------- | ----------- |
| Los Angeles 1984    | Vương Lập Bân  | Nam       | Bóng rổ     |             |           |             |
| Seoul 1988          | Tống Đào       | Nam       | Bóng rổ     |             |           |             |
| Barcelona 1992      | Tống Lực Cương | Nam       | Bóng rổ     |             |           |             |
| Atlanta 1996        | Lưu Ngọc Đống  | Nam       | Bóng rổ     |             |           |             |
| Sydney 2000         | Lưu Ngọc Đống  | Nam       | Bóng rổ     |             |           |             |
| Athens 2004         | Diêu Minh      | Nam       | Bóng rổ     | Lưu Tường   | Nam       | Điền kinh   |
| Bắc Kinh 2008       | Diêu Minh      | Nam       | Bóng rổ     | Trương Ninh | Nữ        | Cầu lông    |
| Luân Đôn 2012       | Dịch Kiến Liên | Nam       | Bóng rổ     | Từ Lị Giai  | Nữ        | Thuyền buồm |
| Rio de Janeiro 2016 | Lôi Thanh      | Nam       | Đấu kiếm    | Đinh Ninh   | Nữ        | Bóng bàn    |

### Thế vận hội Mùa đông
| Thế vận hội              | Khai mạc         | Giới tính | Môn thi đấu                  | Bế mạc          | Giới tính | Môn thi đấu                  |
| ------------------------ | ---------------- | --------- | ---------------------------- | --------------- | --------- | ---------------------------- |
| Lake Placid 1980         | Triệu Vĩ Xương   | Nam       | Trượt băng tốc độ            |                 |           |                              |
| Sarajevo 1984            | Triệu Sĩ Kiên    | Nam       | Trượt băng tốc độ            |                 |           |                              |
| Calgary 1988             | Trương Thuật Tân | Nam       | Trượt băng nghệ thuật        |                 |           |                              |
| Albertville 1992         | Tống Thần        | Nam       | Trượt băng tốc độ            |                 |           |                              |
| Lillehammer 1994         | Lưu Yểm Phi      | Nam       | Trượt băng tốc độ            |                 |           |                              |
| Nagano 1998              | Triệu Hoành Bác  | Nam       | Trượt băng nghệ thuật        |                 |           |                              |
| Thành phố Salt Lake 2002 | Trương Dân       | Nam       | Trượt băng nghệ thuật        |                 |           |                              |
| Torino 2006              | Dương Dương (A)  | Nữ        | Trượt băng tốc độ cự ly ngắn | Hàn Hiểu Bằng   | Nam       | Trượt tuyết tự do            |
| Vancouver 2010           | Hàn Hiểu Bằng    | Nam       | Trượt tuyết tự do            | Triệu Hoành Bác | Nam       | Trượt băng nghệ thuật        |
| Sochi 2014               | Đông Kiện        | Nam       | Trượt băng nghệ thuật        | Lưu Thu Hoành   | Nữ        | Trượt băng tốc độ cự ly ngắn |
| Pyeongchang 2018         | Chu Dương        | Nữ        | Trượt băng tốc độ cự ly ngắn | Võ Đại Tĩnh     | Nam       | Trượt băng tốc độ cự ly ngắn |